# اولگا سرگیونا لبدوا
اولگا سرگیونا لبدوا (به روسی: Ольга Сергеевна Лебедева) با نام اختصاری او. س. لبدوف (به روسی: О. С. Лебедев) (۱۸۵۲ - ح. ۱۹۲۸) نویسنده و خاورشناس روس بود.

## زندگی‌نامه
اولگا همسر شاهزاده لبدف شهردار کازان، در تاتارستان، بود.
او با مطالعه ابتدا زبان تاتاری و سپس زبان‌های دیگر شرقی آشنا شد و از این طریق کیکاووس بن اسکندر را شناخته و به کتاب قابوس‌نامه علاقمند شد و آن را به زبان روسی برگرداند.
در سال ۱۸۸۹ م در کنگره بین‌المللی مستشرقان در استکهلم شرکت کرد و از آنجا به همراه احمد مدحت نویسنده و مترجم ترک، برای چندین سال عازم ترکیه شد و در آنجا ادبیات کلاسیک روسی را به ترکی ترجمه می‌کرد. علی‌رغم مشکلاتی که درگرفتن مجوز و مسئله سانسور وجود داشت، با کمک مدحت، موفق شد با نام مستعار گلنار خانم (ترکی استانبولی: Gülnar hanım) ترجمه ترکی شعرهای لرمانتوف (مرگ ایوان ایلیچ)، آثار لئو تولستوی (داستانهای "خوشبختی خانوادگی"، "ایلیاس"، "دو پیرمرد" و "مردم برای چه زندگی می‌کنند") و آثار پوشکین را منتشر کند.
پس از بازگشت به روسیه در سال ۱۸۹۳، لبدوا به‌طور فشرده با لئو تولستوی مکاتبه کرد، روی ایجاد یک انجمن شرقی در روسیه کار کرد و در سال ۱۹۰۰ با تأسیس یک انجمن به اوج شهرت خود رسید (لبدوا رئیس افتخاری شد).

## کتابشناسی - فهرست کتب
- قابوس‌نامه. ترجمه: Lebedeva O. S. - کازان.